# 三倉鼻
三倉鼻（みくらはな）とは、秋田県三種町と八郎潟町にまたがる山である。三湖伝説にまつわる伝説など、数々の伝説が語られている。三倉鼻の名前の由来は、『三倉鼻由来』によれば、八郎太郎によって助けられた夫殿は、その後長者になり3つの倉を建てたからだという。糠を捨てた場所は小山になり糠森になった。

## 歴史

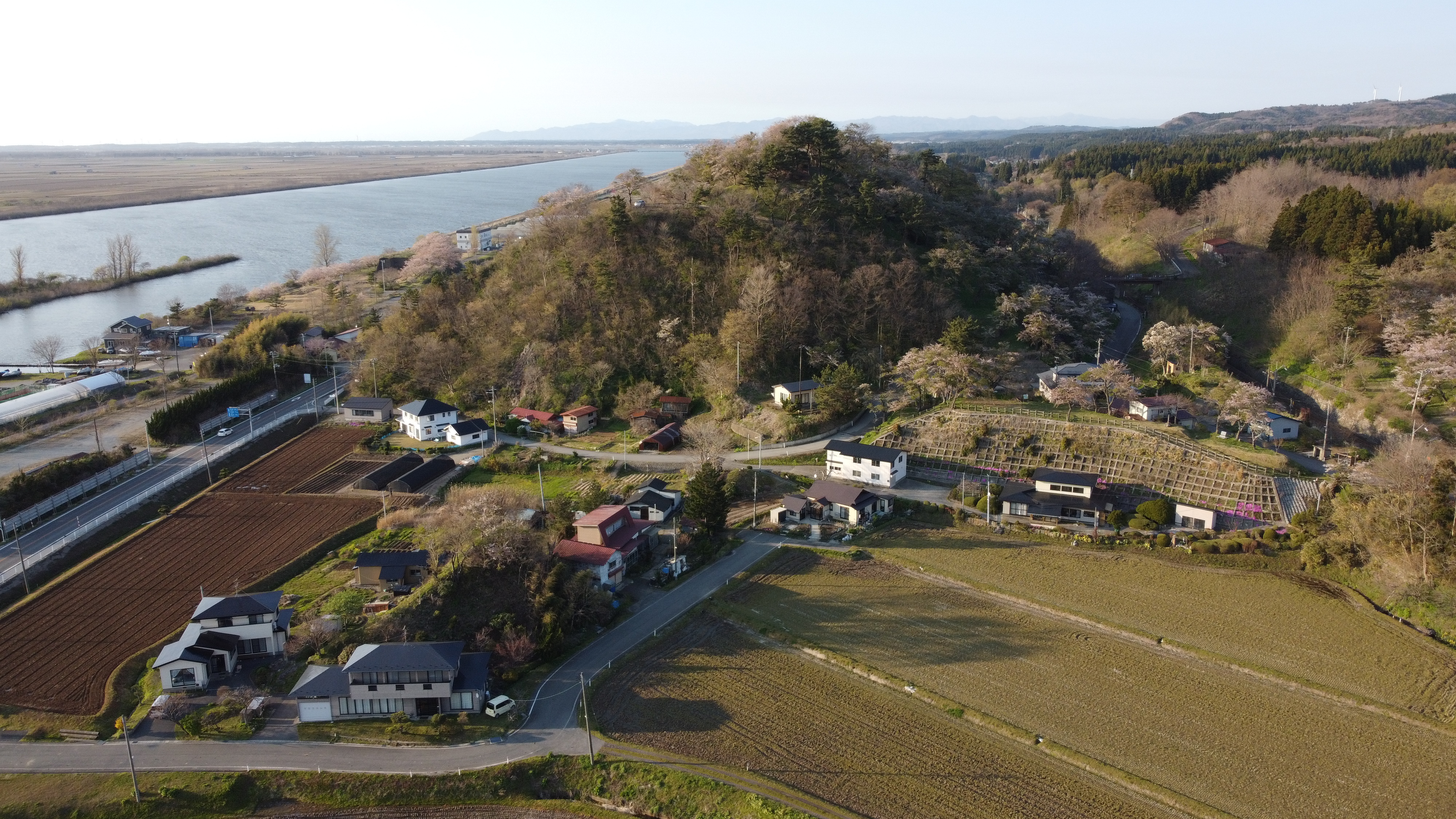
南方から見た三倉鼻
正面が地蔵森　少し左の手前中央の頂上に桜が咲いている小山が糠森 中央の道路が２又なっている所の手前にある小山が米森（頂上には切り株がある）　右方の丘の上に正岡子規の句碑などがたつ

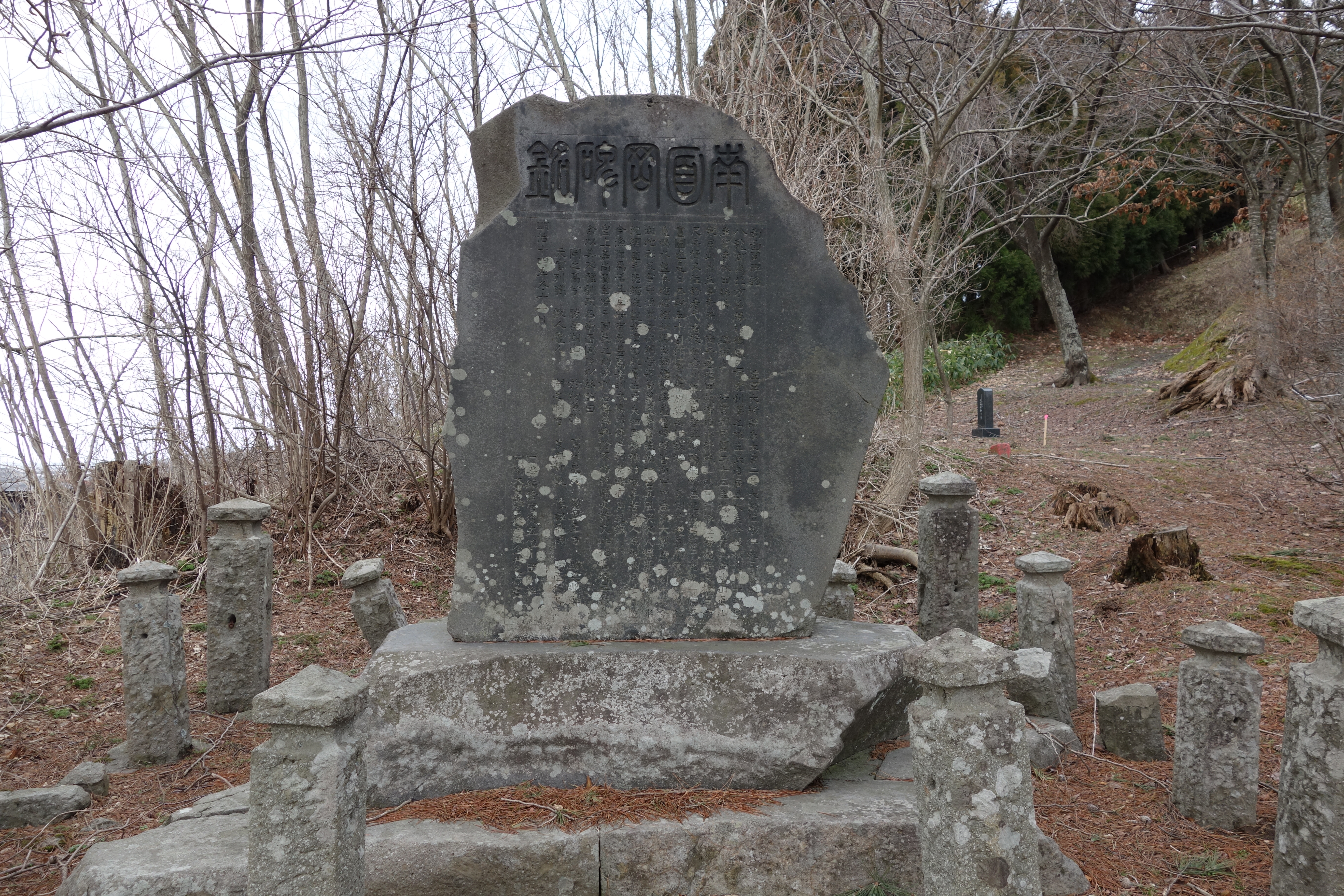
明治天皇の巡幸を記念した南面岡碑 背後に学内茶屋の標石がある

三倉鼻は南秋田郡と山本郡の郡境にあり、昔は琴の海の「袖が浦」と言われていた。副川神社が鎮座する高岳山に連なり八郎潟湖岸に迫る部分であることで「御座岬」や「御鞍岬」とも言われていた。1881年（明治14年）9月14日に明治天皇が巡幸し、これを「南面岡」と命名した。鞍部にある「岩舟長根」の先にある岬であったことから「下磐船長根の岬」とも言われていた。三倉鼻は「盤船長根」の崎の名で、南面はなだらかであるが、北面は強い風食作用で表土が削られ急斜面となって東西に横たわっていた。
昔の三倉鼻は、山の部分が直接八郎潟に迫り鞍部も標高が高く交通を絶ち、慶長時代以前は八郎潟の西岸の男鹿半島を通って能代や津軽へ移動するか、五城目から阿仁を通って北秋田や鹿角に移動していた。津軽一統志の駅路宿泊の次第によると「八森－能代、福神澤－船越－湊（土崎）」とあるように、往時はこの険阻を避けたものと思われる。
津軽為信から豊臣秀吉に対して献鷹使を派遣した際には「豊臣秀吉朱印状津軽献鷹の順路、秋田分領八森・のしろ・ふすべ沢・舟こし・みなと・ゆにの内あこつ」とある。ふすべ沢とは琴浜村の福米沢である。高岳山の鞍部の叢雲の滝の所を通ったという話もあり、菅江真澄もこのルートを通っている。
徳川秀忠は1604年（慶長9年）2月、全国に街道と一里塚を作るように命令した。久保田藩は5月工事を進め、三倉鼻の険峻な急坂は人馬を簡単に通れるような国道が通った。そのため、三倉鼻は年々往来が頻繁になり、男鹿や阿仁の街道は衰微するようになった。
『梅津政景日記』には佐竹義宣が鷹狩をした記録が記されている。面潟村郷土史によれば、鷹狩の際に使用した鷹待小屋の跡は現在の採石場の中の丘の上であった。
1806年（文化3年）秋田藩主の佐竹義和は2月7日に三倉鼻近辺で鷹狩りをした。夜叉袋で昼食を済ませ落ち着いているところに、地震があり住民らは騒がしく驚いていた。その後、三倉鼻に到着して（三倉鼻は森山、高岡山、筑紫山の三座から名付けられたとしている）大きな白鳥を火縄銃の重ね打ち3発で仕留めた。その頃は空もやや晴れて来たので「しら波のかすみこめたる絶え間よりみゆるもとほき男鹿のしま山」とうたった。
1809年（文化6年）頃、真坂村の工藤学内が急坂の頂上の岩舟長根に望湖亭という茶屋を設けた。工藤学内は俳句の趣味を持ち、同好の士を集め句会を開いた。工藤学内は後年70歳余にして俳句行脚に出発するほどだった。
1823年（文政6年）工藤学内やその有志は、松尾芭蕉の追悼会を催し芭蕉翁の碑を建立した。ただ、松尾芭蕉は三倉鼻には至っていない。彫られている「雲折々大を休むる月見かな」の句は芭蕉が江戸の病床で詠んだものである。以後、望湖亭は詩人、俳人、文士が集まり名文を残す土地になった。
1856年（安政3年）頼三樹三郎は、男鹿半島を巡り、更に三倉鼻を訪れ「題望湖亭」という漢詩を詠んだ。
幕末、江戸幕府の儒者である田口江村は三倉鼻を訪れ、「八龍湖晩望」という漢詩を詠んだ。
1881年（明治14年）9月14日、明治天皇は東北地方の巡幸の中で三倉鼻に至った。三倉鼻には2ヶ所に野立所が作られた。明治天皇によって、三倉鼻は「南面岡」と改名された。このことを記念するために、野立所を自費で建設した柳原氏は南面岡碑を建設した。纂額は有栖川宮熾仁親王によるものである。工事は秋田県令の石田英吉の命令で石工によって刻印された。南面岡碑は1901年（明治34年）の鉄道開通によって東方に移動させられ、小松宮彰仁親王の来秋を好機として移転式が挙行された。その後、丘を永久に郡公園として保存するように武田千代三郎知事より南秋田郡長石井新蔵に伝えられた。郡は公園計画を作ったものの、1923年（大正12年）4月に郡制は廃止になり面潟村に管理が移された。明治天皇の東北巡幸の際の史料は川田剛の『随鑾紀程. 巻４』や児玉源之丞の『扈蹕日乗』がある。
1893年（明治26年）8月14日正岡子規は三倉鼻を訪れ『はてしらずの記』に紀行文を残した。その中の「秋高う　入海晴れて　鶴一羽」という句を句碑として三倉鼻公園に1964年（昭和39年）建立された。
1901年（明治34年）に三倉鼻を貫いて鉄道が開通した。三倉鼻の鞍部に鉄道が通行できるように、鞍部は掘られた。そのため、明治天皇の野立所跡は鉄路によって削られることになり、南面岡碑は11月移転式を挙行して少し東に移動した。以後、鉄路の西側を三倉鼻公園、東部を南面岡公園とした。南面岡公園は公園計画により南秋田郡の管理に移った。
1908年（明治39年）8月1日、田能村秋皐は三倉鼻を訪れ『車声帆影』に紀行文を残した。
1907年（明治40年）7月17日、河東碧梧桐が三倉鼻を訪れて記録を残した。
1909年（明治42年）7月22日幸田露伴は三倉鼻を訪れ『易心後語』（えきしんごご）に紀行文を残している。
1920年（大正9年）5月小牧近江はフランスから帰国し、そのため生まれ故郷の一日市村に近い景勝地の三倉鼻で10年ぶりの小牧を囲んでの酒宴が張られた。畠山松治郎や近藤養蔵、畠山資農夫などの一族の他に村の青年たちも多数同行した。その席上、村の青年たちの会を作ることになり、その会に小松が「赤光会」と命名し、同会の発足式が行われた。しかし、その時は赤光が何を意味するかも同席者も分かってはいなかった。その後、赤光会は『種蒔く人』の実戦部隊に成長していく。畠山松治郎や近江谷友治は東京で社会主義思想は身につけ帰郷はしたが、当時は小松の思想には及びもつかなかった。この会に参加したのは一日市村の青年たちや町の有力者であった。小舟に分乗して三倉鼻に上陸したり、自転車でかけつけたりした。村の有力者の地主や村長も皆参加したが、どんな思想で会を発足したのかは何も分かっていなかった。
1924年（大正13年） 羽後銀行秋田支店の武藤鉄城は6月6日に三倉鼻のオトヅの洞窟を発掘し、石匙6個、発火石1個、貝殻若干、円石無数を発見した。報道では原始時代に於いて貝塚人種が火食した日本唯一の横穴式貝塚の遺跡であることが明白だとした。日本では他に武蔵の横穴、富山県氷見市の横穴があるが共に塚穴で居住所ではなく、鳥井博士発見の4個の横穴は貝塚と関係ないとした。
1931年（昭和6年）5月3-4日結城哀草果は秋田で托鉢をしたときに、三倉鼻付近で2晩泊まっている。満月の明るい夜に山上の石地蔵の前でマントにくるまって寒さに身震いしながら寝た。笹が風で騒ぐ音が虻が襲ってくるように思えて目を覚ますとケンケンという雉の鳴き声が聞こえる。寒さに震えながらも再度眠りに入り、起きて山を下ると山下の桜は満開で、麓の公園には茶屋が2・3軒あって娘たちが髪を束ねたり掃除をしていた。茶屋の床には雉の剥製があり、結城は夜の間に聞いた雉の鳴き声が思い出された。次の日は筑紫森山上のお宮に泊まった。真夜中頃に天井が落ちたかのような音がして、寝ている顔の上を爪を立てて通りすぎたものがある。翌日はからりとした快晴で、床の上にはネズミのフンが沢山落ちていた。この、結城哀草果が泊まった筑紫森（岳）上の神社は磯前神社で、1958年（昭和33年）に石材採取のために400m程度北東の場所に移動している。
1947年（昭和22年）6月16日、斎藤茂吉たちは八郎潟と三倉鼻を訪れ、歌を残した。
1954年（昭和29年）4月7日オランダのデルフト工科大学ピーター・フィリップス・ヤンセン教授とフォルカー技師は、八郎潟を視察し三倉鼻に記念植樹を行った。三倉鼻にはこれを記念して「八郎潟干拓調査記念樹」碑が建っている。
1961年（昭和36年）『八郎潟町町民歌』（作詞 三戸幸二郎、作曲 大山会三郎）が制定され、その中の2番で「桜名高き 三倉鼻 一望に町 ひらけゆき 馬場目の流れ 清らかに 伝統誇る 盆踊り 文化の流れ 受けついで うるわしき わが八郎潟町」と三倉鼻は歌われている。

## 三倉鼻の周辺

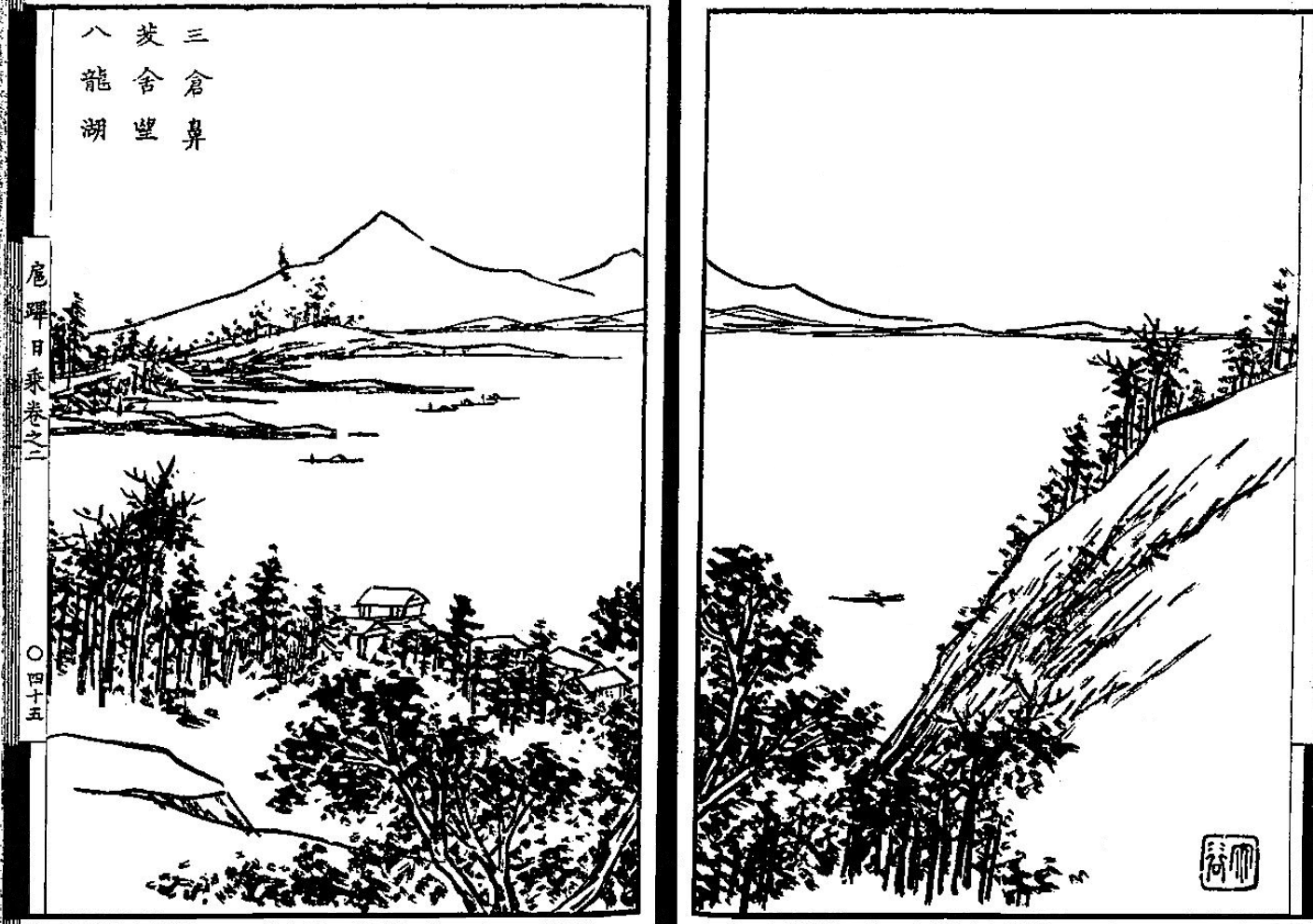
三倉鼻から望む八郎潟と鳥海山 画:川村雨谷 『扈蹕日乗』

- 石地蔵 - 天瀬川の肝煎喜右衛門が1759年（宝暦9年）正月に主に水難したものを慰めるためにたてたもの。この石地蔵があるピークは地蔵森と呼ばれる。（北緯39度59分10.7秒 東経140度04分26.5秒 / 北緯39.986306度 東経140.074028度）
- 記念碑 -石地蔵のすぐ南にある記念碑。筑紫森（岳）（98m）を石材採取の場にして八郎潟干拓工事などで開発した個人を顕彰した碑。1979年（昭和54年）に建てられた。
- 標柱「菅江真澄の道」 - 1801年（享和元年）11月12日にこの地を訪れた菅江真澄を記念したもの。石地蔵の近くにある。
- 八郎潟開拓調査記念樹とその碑 - 1954年4月7日オランダのデルフト工科大学ピーター・フィリップス・ヤンセン教授とフォルカー技師が、八郎潟を視察し三倉鼻に記念植樹を行った場所。八郎潟干拓はこの調査によって大きく前進した。（北緯39度59分05.3秒 東経140度04分29.1秒 / 北緯39.984806度 東経140.074750度）
- 閑院宮殿下御手植ノ松とその碑 - 1901年（明治34年）4月閑院宮載仁親王が植樹した松の木。現在枯れている？八郎潟開拓調査記念樹の近くにある。
- 小松宮殿下御手植ノ桜とその碑 - 1901年（明治34年）9月小松宮彰仁親王が植樹したもの。八郎潟開拓調査記念樹の近くにある。同時に佐竹義生が植樹したヒノキがあったが、鉄路が上を走っている。
- 正岡子規の句碑 - 1964年（昭和39年）9月15日に建てられた正岡子規の句碑。八郎潟開拓記念樹の近くにある。（北緯39度59分05.4秒 東経140度04分28.7秒 / 北緯39.984833度 東経140.074639度）

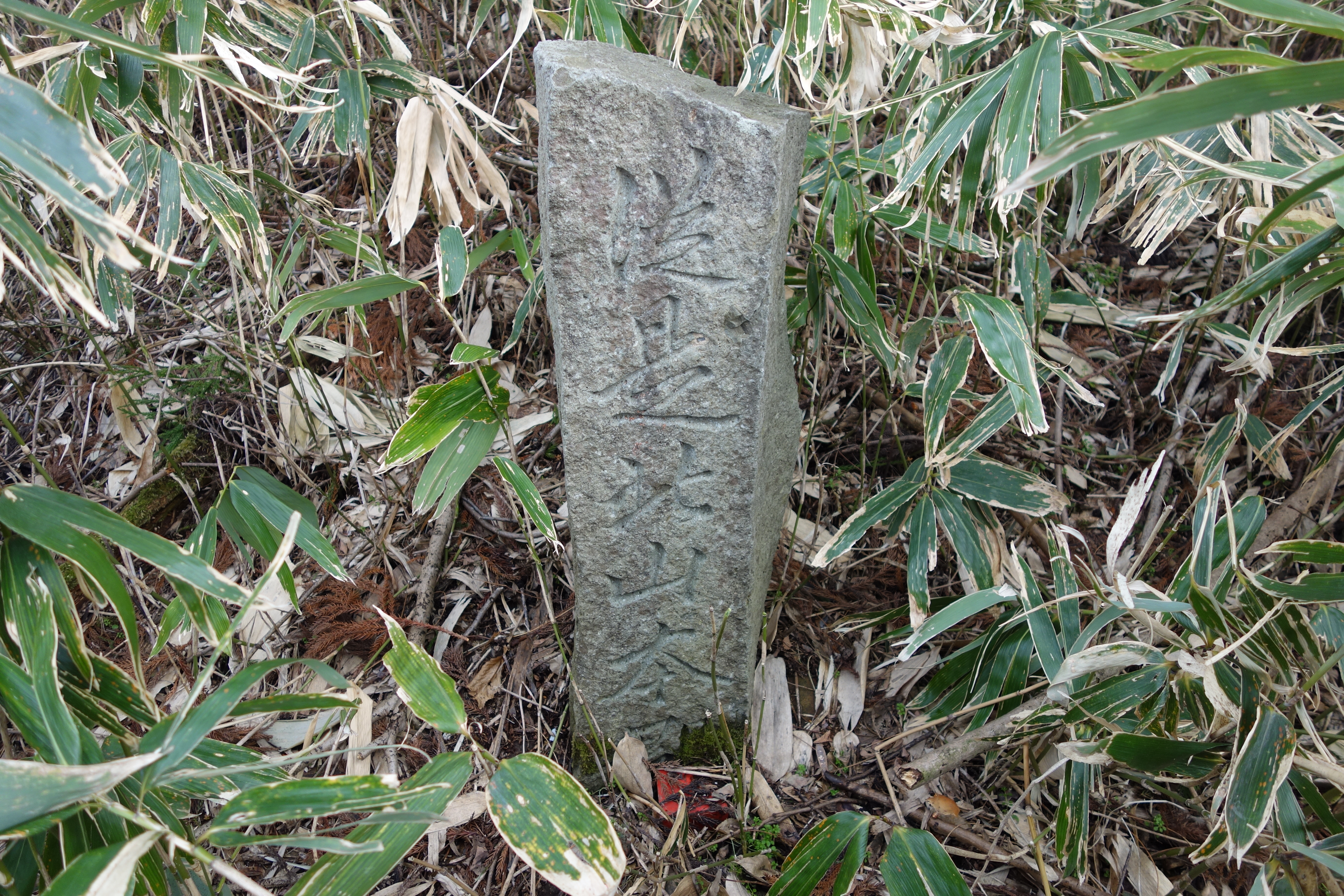
郡界碑 「従是北山本郡」とある

- 郡界碑 - 「従是北山本郡」と彫られており、南秋田郡と山本郡の境界碑である。いつたてられたかは不明であるが、羽州街道に設置されたものなので藩政期と思われる。ヤブに覆われ地元でもこれを知っている者がほとんどいなくなっており、保存が急がれる[24]。（北緯39度59分09.7秒 東経140度04分32.0秒 / 北緯39.986028度 東経140.075556度）昔はこの地区は境界の争いが多かったと言われている。東側の鉄道を挟んだ地蔵森の中頃にも郡境界木があった。移動の形跡がある[25]。
- 一里塚跡 - 三倉鼻を鉄道路線に沿って北上する道路左側、天瀬川集落との間に、江戸時代に建てられた羽州街道の一里塚があった。江戸から152里であった。
- 織田信雄の配流地 - 三倉鼻の北の天瀬川集落には、織田信雄の配流地とされる場所があり、当時の肝煎であった喜右エ門家ではそれにまつわる伝説が残されている。
- 糟森と米森 - 伝説が語られる小山。糟森の山頂にも2体の石地蔵がたっている。糟森（北緯39度59分03.8秒 東経140度04分24.0秒 / 北緯39.984389度 東経140.073333度）、米森（北緯39度59分05.6秒 東経140度04分25.6秒 / 北緯39.984889度 東経140.073778度）。
- 湖玉句碑 - 1920年（大正9年）4月に建てられた湖玉（米田貞治）の句碑。三倉鼻周辺の湖岸を干拓して田を開拓した記念碑。糟森のふもとにある。「墾き田の 湖長閑なり 昼の月」と彫られている。
- 標石 - 1932年（昭和7年）に建てられた標石。「南面岡公園」と彫られており、南面岡公園の入り口にある。（北緯39度59分05.8秒 東経140度04分30.9秒 / 北緯39.984944度 東経140.075250度）
- 忠魂碑 - 面潟村出身兵の慰霊を目的に、面潟軍人分会によって1911年（明治44年）4月にたてられた。碑文は寺内正毅によるもの[26]。南面岡碑と標石の間にある。
- 南面岡碑 - 明治天皇の巡幸を記念したもの。表面最後に、ここを南面岡と名付けた理由が四言詩の漢詩として彫られている。和訳すると「岡の高き勝は湖山を兼ぬ、ああみちて魚踊り、鳶飛びて天に戻る。鑾輿（らんよ・天子の御車）至る、驪美（しび・美酒をこす）撃鮮（げきせん・獣肉や魚を切ること）、天官（周代の宰相、高位高官）職に列（つら）なり歔人（ぎょじん・魚を献ずる役）鼈人（べつじん・魚を献ずる役）。湖の濶（ひら）き豈奇顴なからん。惟茲（これここ）の高岡南面獨り尊し」。「南面」は天子の位という意味で、易経の「聖人南面而聴天下 嚮明而治」という故事による[27]。後半の「嚮明而治」から「明治」の年号が作られている[28]。（北緯39度59分06.9秒 東経140度04分31.4秒 / 北緯39.985250度 東経140.075389度）
- 学内茶屋、望湖亭跡地の標石 - 2005年6月に工藤学内の子孫によってたてられた。南面岡碑のすぐ北にある。
- 芭蕉翁の碑 - 1823年（文政6年）に工藤学内や島田仙風によってたてられた。（北緯39度59分07.5秒 東経140度04分32.5秒 / 北緯39.985417度 東経140.075694度）
- 司農句碑 - 司農（渡辺伝右衛門）が56歳の時に1837年（天保8年）12月11日にたてた句碑。芭蕉翁の碑の隣にある。「鴨鳴くや 嵐のたたむ 水の月」と彫られている[29]。
- 明治天皇巡幸の際の御野立所跡 - 標柱が芭蕉碑の上方にあったが、現在はない。
- 夫殿の洞窟 - 数々の民話が語られている。現在は洞窟前に説明板と鳥居が建てられ、内部には夫殿の祠と八郎太郎の石碑がある。（北緯39度59分09.2秒 東経140度04分21.5秒 / 北緯39.985889度 東経140.072639度）
- 磯前神社 - 御神体は薬師如来。筑紫岳山頂にあった神社を移転安置したもの。社号標には「本神社は、もと海抜150米筑紫岳頂上にあり、昭和33年（1958年）国営八郎潟干拓事業原石山に農林省より指定され現在地に移す」とある[25]。

## 三倉鼻周辺の地形の変化

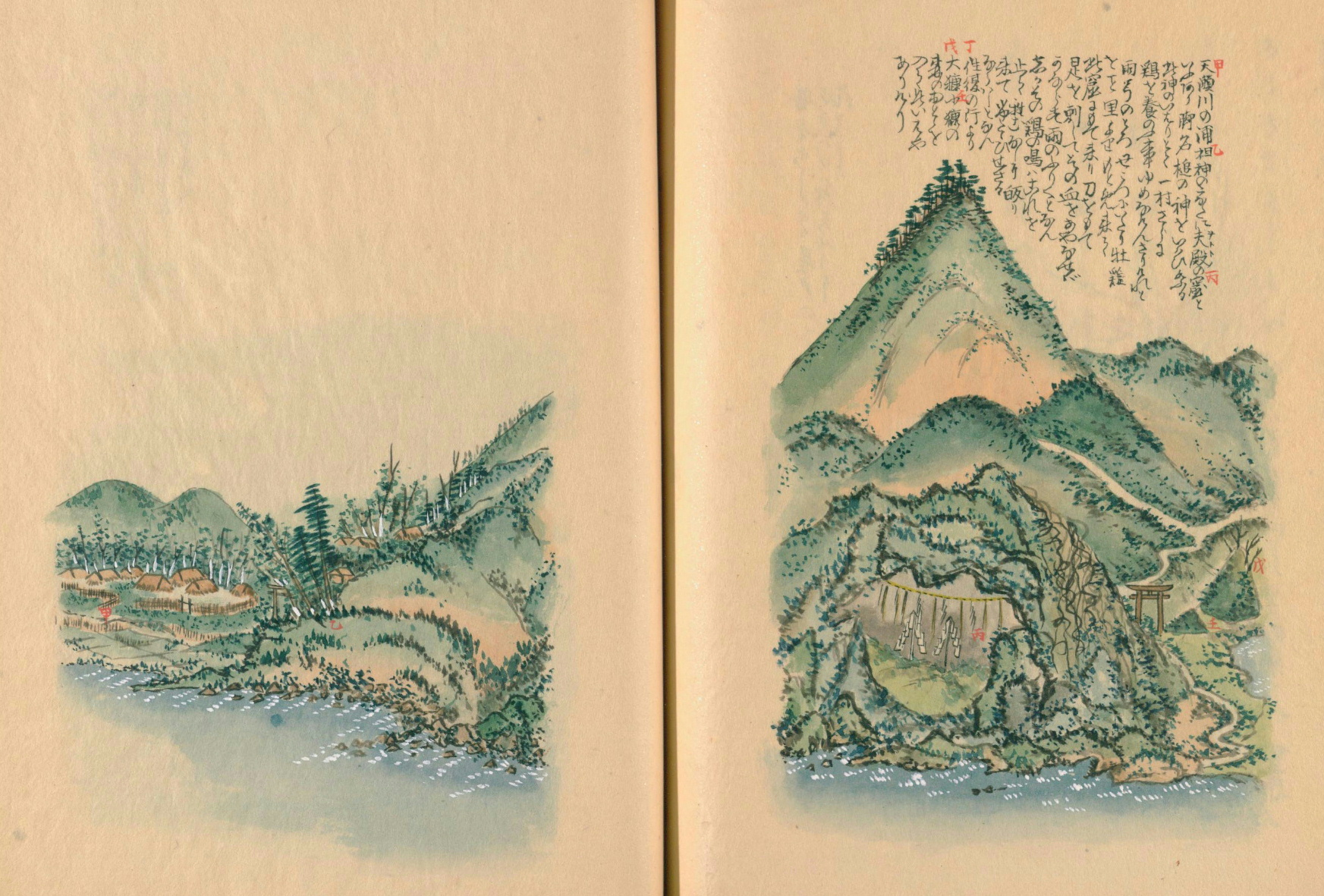
菅江真澄 『雄鹿乃春風』(1810年)による三倉鼻

三倉鼻周辺は時代の流れによって次第に変化してきた。はるか昔は鉄道路線を越えて山麓まで八郎潟の湖水に洗われていたと考えられる。雄物川改修工事採石場（現在は個人経営の採石場）の沢は「船入澤」と称していた。糠森や米森（どちらも小山）は湖水に浮かんでいたと考えられる。1694年（元禄7年）の能代地震や、1810年（文化7年）の男鹿地震ではかなりの土地の隆起があった。一部湖岸地方では1mから3mの隆起があったとされている。
右の絵図は男鹿地震直前の菅江真澄による三倉鼻周辺の絵図である。夫殿の洞窟の近くには湖岸が迫り、糠森の真下も湖水である。菅江真澄の別の絵図の解説には糠森にささやかな桜が咲き、筑紫森（岳）の峡からこの近辺の花が見えるのが素晴らしいと書いている。夫殿の洞窟の前には鳥居があり、注連縄が張られ、御幣がたてられている。
明治天皇が訪れた三倉鼻の夫殿の洞窟に関する表現は次の通りである。その岳の湖水に面して糠森がある。糠森は尖塔状に凸紀した小岳の上に、松の木が３４枚あって、国道（当時の国道は線路沿いにあった）から見える。しかし、相対する辺りに岩窟があることは土地の人の他は滅多に知らない。田の端の湿地帯になっている小道を右に左に迂回して参拝すれば、まもなく湖水の付近に出る。目的の岩窟は怪しい口をいまだにあけている有様であった。洞窟は深さが約2間半、幅も大体その程度であって、高さは正面の入り口のところで1丈程度、畳なら8枚も楽に敷ける洞窟であった。洞窟の奥には小さな鉄の鳥居があり、どんな神が存在するか分からないが、例の窟竜権現かと思える。洞窟の周辺には鉄道用材が破片を切り出し、洞窟の内部に積んでいる。（ここで数々の歌が記されているが省略する）
明治20年頃までは、夫殿の洞窟の岩頭や糠森の岩頭から雑魚釣りができるほどであったが、干拓事業のために昭和10年頃には糠森の西方100mほどまで水田が広がっていた。夫殿の洞窟は明治20年頃は穴の口まで湖水が満ちることがある断崖絶壁の地であり、岩舟長根の急坂により三倉鼻は往古においては交通を断たれた要害の地であった。夫殿の洞窟の穴も、現在よりは1.5mほど深いものであったが、1901年-1902年（明治34-35年）の鉄道敷設工事の際にこの洞窟を鍛冶場にしようとして土砂をうずめ平坦にして現在の形に変えられたもので、湖水の侵食作用で出来たものと分からなくなってしまった。
1932年（昭和7年）頃は、学内茶屋の跡付近の鉄路はスノーシェッドで覆われており、夫殿の洞窟は漁具の置き場になっていた。菅江真澄の絵図と比較している文章からは、当時は夫殿の洞窟には鳥居も無かったことがうかがえる。

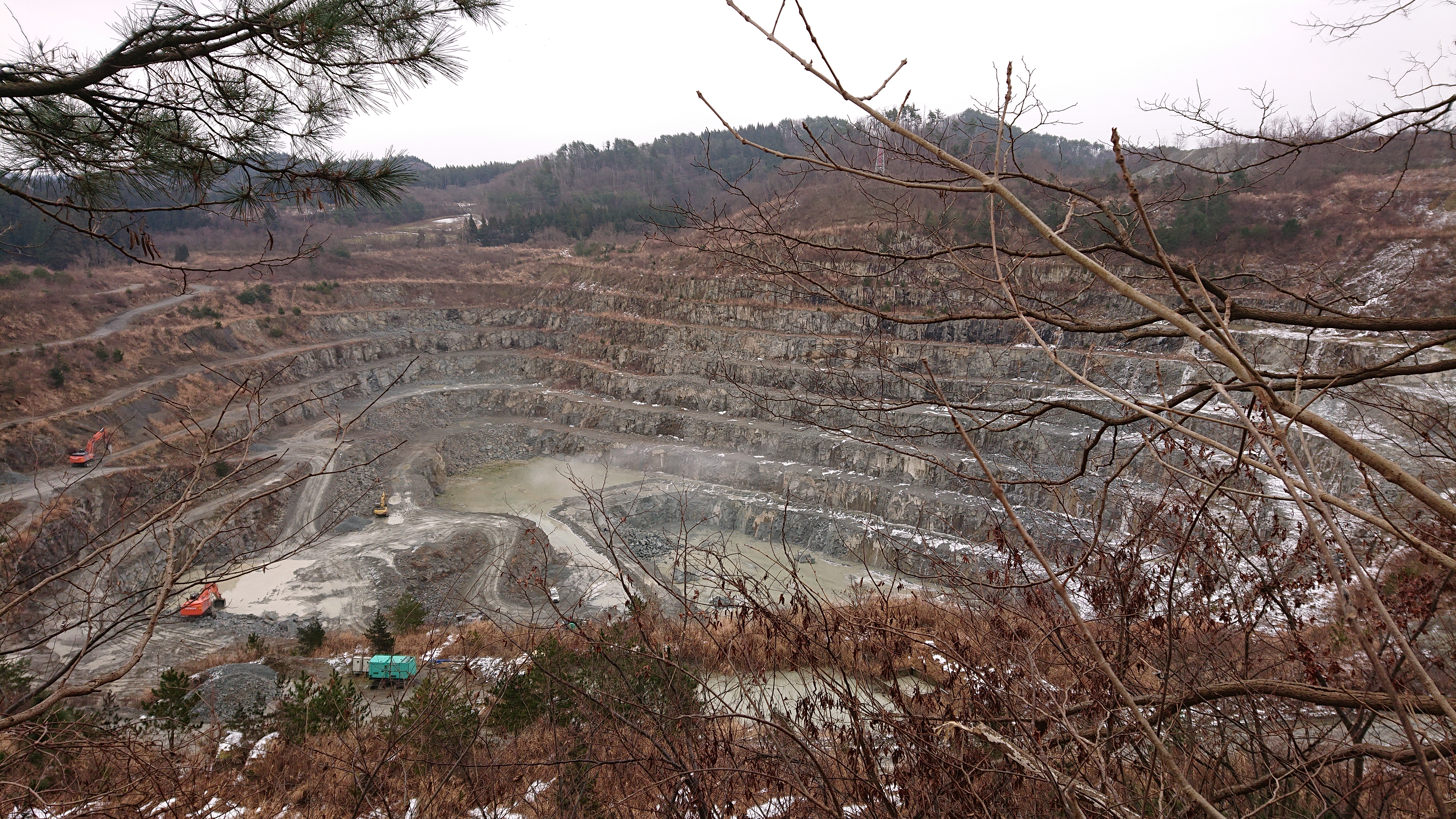
筑紫岳跡の窪地 現在も砕石が行われており、標高は海面より低い

菅江真澄による絵図の奥に一番高く見えるのは筑紫岳（北緯39度59分12.5秒 東経140度04分42.3秒 / 北緯39.986806度 東経140.078417度）である。昔はこの山は標高98mほどの山であったが、雄物川改修工事や八郎潟の干拓のための石を掘り、現在では海面より低くなっている。それは、石材の採掘によるためである。筑紫岳の石材採掘は、14世紀からの湖畔東部の板碑群に使われた。湖畔には1334年～1355年の北朝年号の板碑群があるが、それらは筑紫岳の石英安山岩であった。1924年（大正13年）6月からは、筑紫森（岳）に内務省仙台土木出張所雄物川改修事務所面潟工場が置かれ、その石材は土崎港改修の防波堤用に使われた。石材は1932年（昭和7年）まで、8千坪ほど採取された。戦後は、筑紫森（岳）の石材は八郎潟の干拓に使用された。農林省は筑紫岳を購入し、三倉鼻の東に砕石のストック場と砕石運搬用岸壁が設けた。工事期間中、毎日たくさんの石が築堤現場へと運ばれていった。1959年～1963年（昭和34～38年）度の5年間で、採石のために爆破等の作業を行った体積は80万立方メートルになった。その結果、筑紫岳の北側の大半は失われ、筑紫森（岳）は大きく姿を変えた。また筑紫岳から運び出され、捨石工事に使われた石の量は、124万トンにものぼった。採石場は現在も民間会社により稼働している。筑紫森（岳）上には磯前神社があったが、1958年（昭和33年）に石材採取のために400m程度北東の場所に移動している。

## 望湖亭と文人たち
1801年（享和元年）12月12日菅江真澄は石地蔵の近くで、八郎潟を見て湖水いと広く、男鹿の赤神が岳、寒風山などいと寒げに雪ふれりとして歌を詠んでいる。「たびころも身に寒風山の山ちかくみるめなぎさの氷る水海」。さらに、しずくら（倭文（しず・織物）で飾った鞍）に似たる山の三なん湖水のへたに在れば、三鞍岬の名はありけりとなんとして、さらに夫殿の岩屋の由来を記録している。
1809年（文化6年）真坂村の工藤学内は茶亭を三倉鼻の急坂の頂上、岩舟長根の国道に面して作った。これを学内茶屋や望湖亭と言った。現在の南面岡碑がある場所の数m北に2005年6月子孫が作った記念碑が建っている。彼はまた俳句を趣味にしており、しばしば句会を開き、後年70歳代で俳句行脚に出かけるほどであった。そのため、幾多の俳人や文士が名文を残したが、子孫にその後を継ぐものはなく貴重な書も二束三文で売り払ったという。

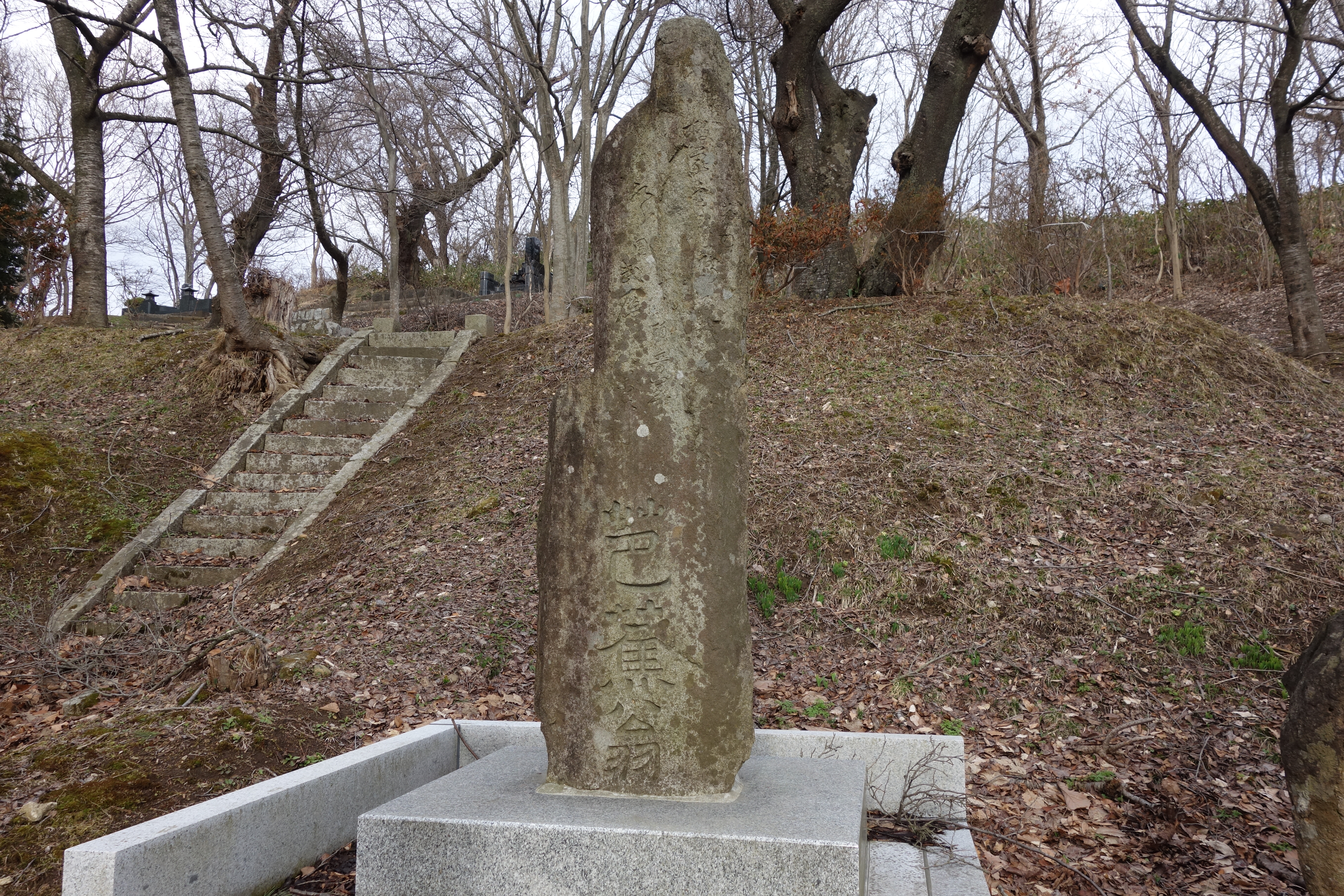
芭蕉句碑

1823年（文政6年）工藤学内や島田仙風らは松尾芭蕉の追悼会を催し芭蕉翁の碑を建立した。碑面は「雲をりをり人を休むる月見かな」の句が万葉仮名で彫られており、裏面には彫られた年月日と仙風たちが建立したことが彫られている。以後、多数の文人がこの地を訪れるようになる。芭蕉碑の隣にも句碑があり「鴨鳴くや 嵐のたたむ 水の月 司農」と彫られており、裏には「真坂 天保八年丁酉十二月十一日卒享年五六 渡辺伝右衛門」と彫られている。吉川五明、島田仙風、村井素丈らが俳諧のグループとして挙げられる。
工藤学内は1841年（天保12年）伊勢神宮に参拝しようとして旅に出た。その後、どこかで死んだのか戻って来なかった。学内の子は諸国を訪ね歩いたが誰も分からず、虚しく帰国した。その時、学内が持っていた多くの旅人が作った歌が記された茶屋の句帳も失われたという。これ以降の学内のエピソードは2代目工藤学内のものである。
学内茶屋は『三倉鼻略縁記』（1858年）、『三倉鼻名所記』（1868年）、『三倉鼻由来』（1869年）では「覚内が茶屋」と書かれており、おびただしく繁盛していて、老若男女おしなべて往来賑わう所であるとし、五城目名物の酒をとりよせ、肴は湖から捕りたての魚や近郷の集落の野菜類を提供している事を書いている。これらの文書は秋田藩の寺子屋の教本として使われていたため、学内茶屋の名は藩内中に知られていた。また、これらの文章では三湖伝説が始まりから八郎太郎が田沢湖に通うまでの物語の部分が記されている。
1846年（弘化3年）頼三樹三郎は男鹿半島巡りから三倉鼻に来遊し「題望湖亭」と題して次の漢詩を詠んだ「鹿山粘水遠模糊　幾葉漁舟出柳蒲　一酔何妨少時睡　夢魂飛入洞庭湖」。この時、頼は学内茶屋で男鹿半島と八郎潟を眺めては酒を飲み、上機嫌になった。そこで「亭主、一つ書いてやろう」「へい、どうも有難うございます」と言ったものの紙がない。早速、学内は一里半離れた五城目まで出かけ、たった一枚の唐紙を求めて帰って来た。その間、頼は一眠りしており、起きて紙に漢詩をなぐりつけた。学内茶屋を「望湖亭」と名付けたのはこの漢詩からであるという。
幕末江戸幕府の儒者である田口江村は三倉鼻を訪れ、「八龍湖晩望」という漢詩を詠んだ。漢詩では、風が強く雨が降りそうな天気のなかで先を急ぐと、望湖亭の亭主から笑って迎えられたこと、晩になって皆が酒に酔って顔を赤らめたことが八郎潟や周囲の景色の描写と一緒に歌われている。
五城目の渡辺彦太郎は、五城目周辺から秋田八景を撰んだ。その中に三倉鼻がある。秋田八景のそれぞれの地を石川理紀之助がうたっている。石川は三倉鼻に関しては「三倉岬夜雨 三倉岬松の梢の霞より雨となりたる春のよはかな」とうたっている。
1881年（明治14年）に石井三友と赤星藍城は11月21日に南面岡付近の湖畔を散策した。この日は天気晴朗で湖の風景はことさら優れていた。赤星藍城は馬にまたがって散策していたが、馬の上で仮眠をして覚めてもどこにいるのか分からなかった。この時の自嘲を込めて赤星藍城は詩を残している。「散士風流心已灰　名湖晴日等閑来　馬頭一睡深々夢　南面丘辺喚不同」。
明治初期では『羽陰温故誌 第13冊』や、『秋田繁昌記』に三倉鼻の和歌や漢詩などが残されている。

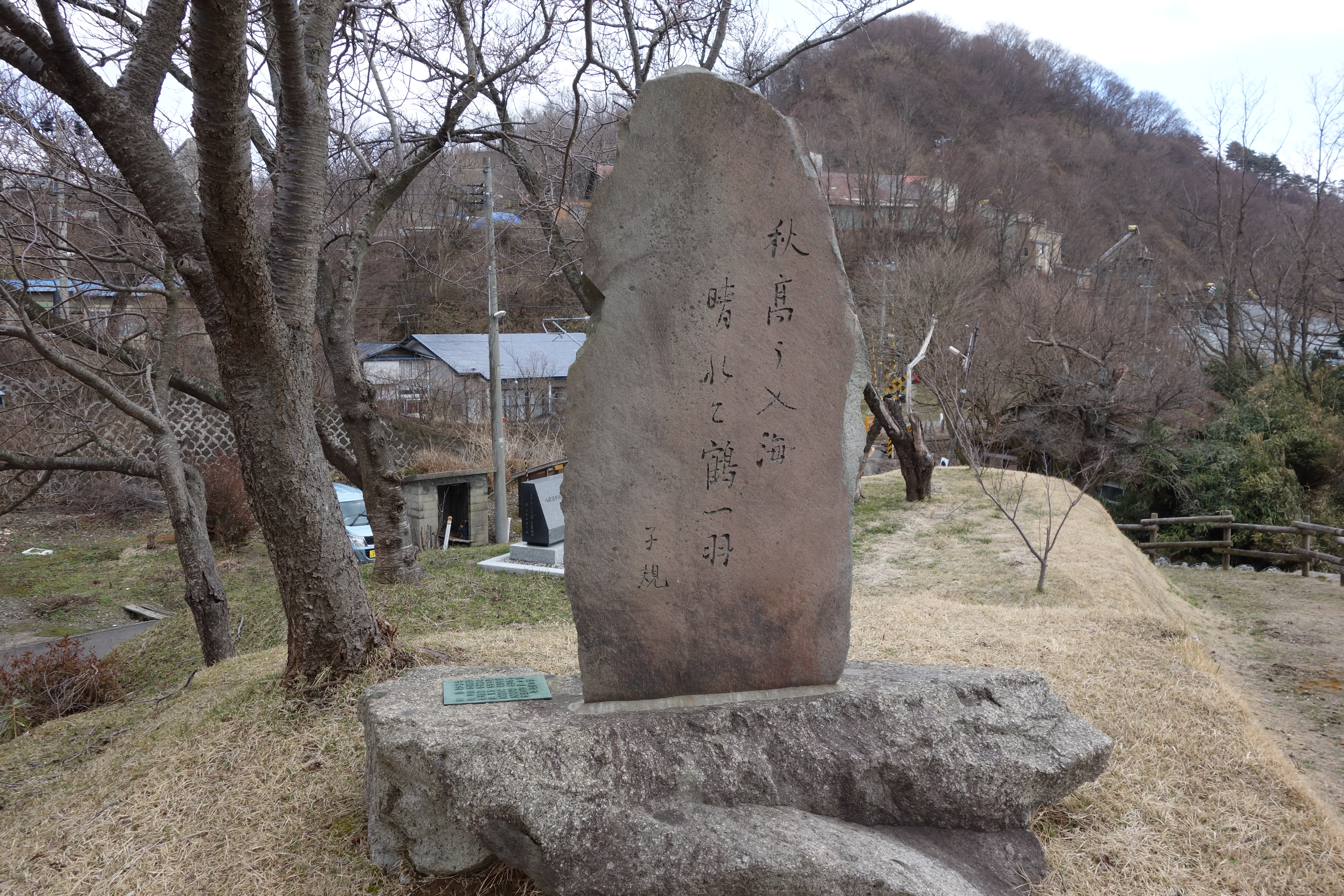
正岡子規の句碑

1891年（明治24年）7月には幸田露伴が明治天皇御在所の聖蹟として三倉鼻を訪れ、紀行文『易心後語』にそのときの事を記している。「二十三日、三倉が鼻という小高き所にさしかかりにここは聖賀を駐めさせ給ひて龍顔和やかに少時は山水を賞でさせ給ひし地と承りぬ。同じくは御座が端とか御座が崎とか改め呼びたし。」とし、夕霧にかすみ波茫茫たる風景を記述したとえ芭蕉がこの地に至ったとしても、ただ口を閉じたままだったろうとしている。1893年（明治26年）8月14日正岡子規は三倉鼻を訪れ『はてしらずの記』にその様子を記述している。「宿を出北すること一・二里盲鼻に至る。丘上に登りて八郎潟を見るに、四方山低う囲んで細波渺々寒風山の屹立するのみ。三ツ四ツ棹さし行く筏静かにして心遠く思い幽かなり。　秋高く 入海晴れて 鶴一羽」。
1907年（明治40年）7月17日、河東碧梧桐が三倉鼻を訪れ、『三千里』にそれを記録した。「三倉鼻は湖上の眺望第一に押されておる。が、汽車が通じ、国道が穿たれて、殆ど旧観を止めぬようになった。子規子が来た当時はまだ見るべき松の大樹が丘上に林をなしておって、その松の木の間から湖を見るような景であった。今はその松の樹など、一本も残っておらぬ。なお近頃はここを郡の公園にするというて、台のように土を盛ったり、附近の山々に松や躑躅を植えつけたという。汽車道の上に山から山へ空橋を架ける計画にもなっておるそうな。日比谷公園で見るようなペンキ塗りの白い板にパークと英語で書いた立札が目につく」と記し、また三倉鼻における頼三樹三郎の漢詩と、学内茶屋の主人がそれを得た時のエピソードを記している。
1909年（明治42年）5月3日北嶋南五は島田五空、戸沢百花羞らと共に三倉鼻を訪れ、句を残している。「月を見て覚むるも日永酒客かな」（南五）「行幸の記碑に苔もなし松の花」、「酢に生る小魚の膾夏近し」、「大景の前小景の俗や藤の花」、「開墾田見通しの岳家構や昼霞」、「古の勝れるをとく景や揚ひばり」、「野遊や臨江亭に句の筵」（五空）
1947年（昭和22年）6月16日、斎藤茂吉は八郎潟と三倉鼻を訪れた。その前日、秋田魁新報主催の全県短歌大会があり、その年まだ山形県に疎開したまま帰京していない斎藤茂吉を迎えたものであった。次の日に八郎潟に遊びたいというので、斎藤茂吉と山形から同行していた結城哀草果、板垣家子夫、弘前の赤坂文也、秋田の大黒富治、坂本稲次郎、茂木保子、画家の館岡栗山、秋田魁新報からは武塙三山社長、武塙永之助文化部部長、斉藤企画部長、石田玲水が参加した。汽車や自動車で一日市町まで移動し、馬場目川の橋のそばにある家で舟を待って、一行は舟で馬場目川を下った後に八郎潟に繰り出した。湖上は小雨が降り少し寒かったが、茂吉はいろいろな事を聞きただしてそれをメモし後に名句を作り『白き山』で発表した。「三倉鼻に上陸すれば暖し野のすかんぽも皆丈たかく」三倉鼻に上陸すると、雨上がりで道がすべって斉藤茂吉は登るのに苦労した。ゴム靴に縄をからげたり、手を引いたり後を押したりして登った。三倉鼻山頂からは「あま雲のうつろふころを大きなるみづうみの水ふりさけむとす」「眼下（まなした）に行々子（よしきり）の鳴くところありひとむら葦（よし）は青くうごきて」「あまのはらうつろふ雲にまじはりて寒風（さむかぜ）のやま真山（まやま）本山（もとやま）」「二郡（ふたこほり）境（さか）ふ岬のうへにして大きくもあるかこのみづうみは」「秋田あがたの森吉山（もりよしやま）もここゆ見ゆ雲のうつろふただ中にして」「岬なる高きによればかの舟は帰りゆかむと帆をあげにけり」「追風にややかたむきて行く舟を高きに見れば恋しきに似たり」と歌っている。民家に立ち寄って獲ったばかりの魚を煮て昼食をとった。「あかあかと開けはじむる西ぞらに男鹿半島の低山（ひくやま）うかぶ」「水平に接するところ明（あか）くなりけふの夜空に星見えむかも」一行は別れ、茂吉と武塙社長はバスで帰った。ただ、板垣家子夫は斎藤茂吉が湖上での小魚の慣れない踊り食いのせいか、料亭では酒を3杯ほど飲んで魚をあまり食さなかったことを記録している。
大黒富治「おおどかにうみはにごりて高き波ひたによせくる我に向いて」、館岡栗山「舟つけば花に声あり三倉鼻」

## 夫殿の洞窟

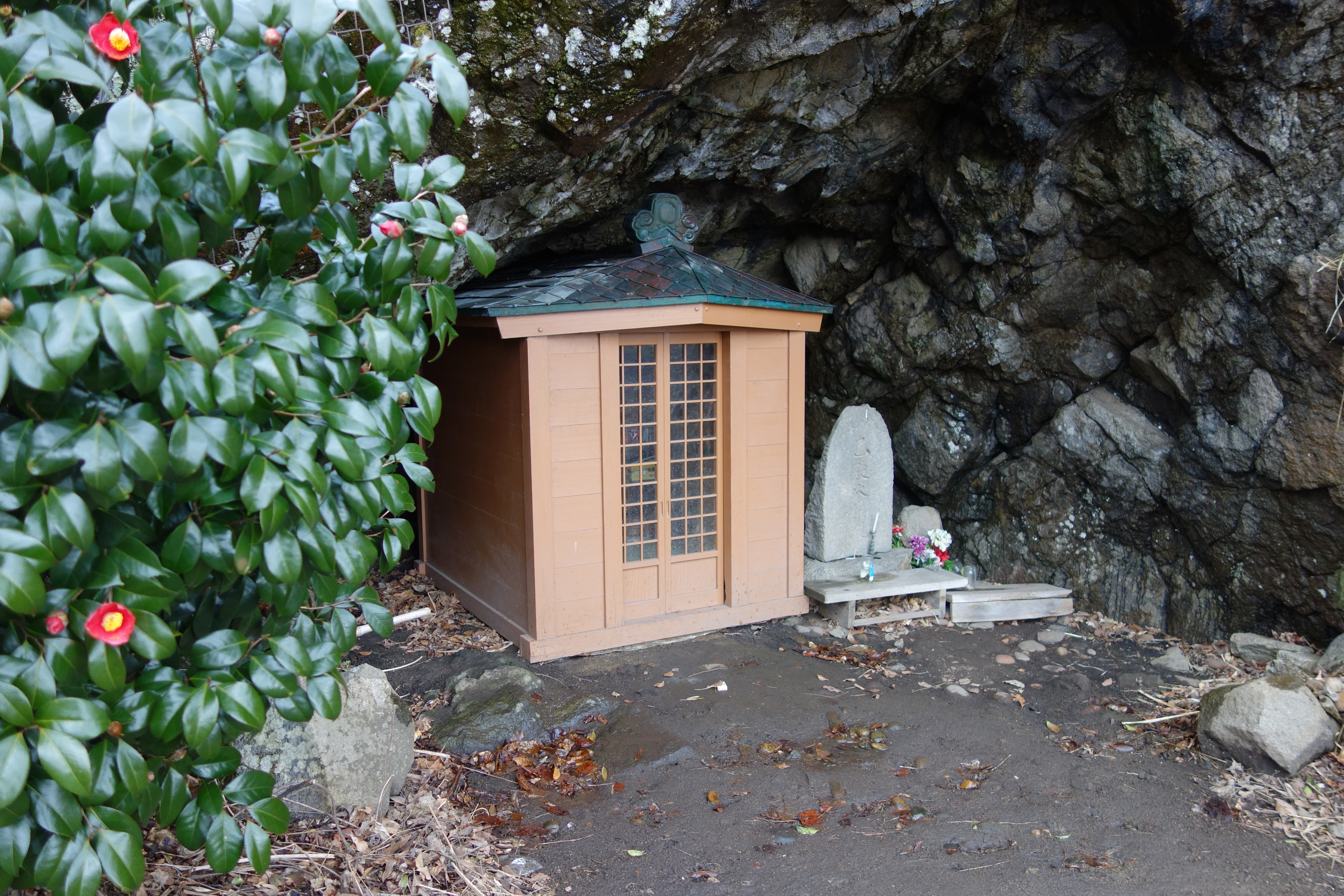
夫殿の洞窟

夫殿の洞窟は地蔵森のふもと、国道7号からも見ることができる大きな岩穴で、大昔ここが海岸だった時代の波の穴と言われている。また、縄文時代には住居としても使われている。夫殿の岩窟など多数の呼び方がある。この洞窟には夫殿権現と八竜権現が祀られており、さらに数々の民話が語られている。
三湖伝説では八郎太郎は日本海附近まで来て、ようやく湖を作る適地が見つかったので、その支障となる天瀬川の老夫婦の家を訪ね、明朝鶏が鳴くと同時に洪水が来るから避難するようにと伝え、湖を作り始めた。しかし姥は逃げる途中で麻糸を忘れてきたことに気づき取りに戻った。そのとき、鶏が鳴き夫婦は逃げ遅れたため、八郎太郎はそれぞれ別々の岸へと放り投げて助けた。夫は湖の東岸の三倉鼻の夫殿権現（おとどごんげん）に、妻は北西岸の姥御前神社に祀られている。この物語は多数のバリエーションがあり、日本神話のアシナヅチ・テナヅチとの関連があり、夫殿権現は「足名槌神」として、姥御前神社は「手名槌神」とされている。この両地区では昔は逃げ遅れた原因になった鶏は飼わず、鶏や卵も食べなかったという。
昔、戦に破れた若武者が三倉鼻の突端にある岩屋にたどりつき、ここを仮の住居にしていた。土地の人は彼を「おとど」と呼ぶようになった。里の乙女はこのおとどを慕わない者はいなかった。中でも最も美しいと言われた姉妹がいた。二人はしげしげと岩屋を訪れた。おとどは心を決めかね「二人のうち、どちらでも米の森を高くつんだ方を嫁にしようぞ」と約束した。それから、幾日もたたないうちにこつ然として、大小二つの森ができた。大きい方は姉が、小さい方は妹が積んだものであった。恋に破れた姉は、岸頭から湖中に飛び込み死んでしまった。ところが、妹が積んだ森は糠であり、小さい方の森は本当の米であった。勝ち誇った妹が岩屋をたずねた時、おとどの姿はどこにも見えなかった。むかし、糠森の上には松が一本立ち、米森には夫婦松が二本立っていたという。
洞窟にある修験とその二人の娘が住んでいて、その修験は「おとど様」と言われていた。そこに若者が洞窟を訪れ、娘は若者に惹かれ二人の娘が若者に求婚する。途中の話は上記の物と一緒で、だまされた男は娘の不実に愛想をつかして姿をくらまし、姉は罪に責められて妹の後を追う。おとど様も病床に倒れ、三人は米森、糠森、地蔵森に葬られる。それ以降、この洞窟は三座鼻または大殿とよばれるようになった。
昔は、夫殿の洞窟に南秋田郡八郎潟町の一日市、夜叉袋、浦横、五城目、山本郡琴丘町などの広い地域から村人が酒肴持参で来て、酒盛りをしながら雨を祈った。肴は必ず鶏肉であったばかりではなく、鶏の生首を持参し、宴が盛になると岩屋の壁にその血をなすりつける。八郎は鶏が大嫌いであったから、こうして彼を怒らせ嵐を招いて雨を降らせようとした。八郎が鶏を嫌いなのは、八倉山 の麓で川をせき止めようとしたときに、いくら築いても夜明けになって鶏が鳴くと堰が崩れてしまったからだという。このため琴丘町天瀬川や八竜町芦崎では戦前まで鶏を飼わなかった。
ある時、天瀬川の若者が隣村の鯉川で友達と酒を飲み、おだてにのって鶏を食べてしまった。ところが、まもなく豪雨が降り続き、往来が途絶え若者は家に返ることもままならなくなった。翌朝、若者は潟の水で身を清め夫殿権現に謝罪のおはたしをした。ある日照り続きの年に、鯉川の若者がこの話を思い出し、舟をしたてて夫殿権現に行き、生きた鶏の首を切り、吹き出る血を岩屋の入り口にぬりつけ潟に入って水を浴び帰った。彼らの帰りの途中で土砂降りの大雨になり、村につく頃には舟が雨水でいっぱいであった。この霊験が評判になり、近郷の百姓は日照り続きのときは、夫殿権現に雨乞いに来た。山谷の村では夜松明をともし、太鼓をたたき景気をつけ、夫殿権現の穴の前で伝統のささらを舞って、鶏の生き血を岩屋に吹き付けて一日も早く雨が降るように祈願した。
鹿渡町山谷集落では、干ばつの夏に舟で対岸の芦崎姥御前神社にささらを奉納し、帰りは天瀬川の夫殿の穴に至り、鶏の生き血を岩屋の壁に塗りつけたという。効果はたちまち現れ、降雨がもたらされたと伝えられる。伝説としては、昔天瀬川に長者の翁と姥と美しい娘が住んでいた。その娘に毎夜通ってくる若者がいた。あるとき姥が部屋を覗くと若者は蛇体の姿で部屋をのたうちまわっていた。姥は「コケコウ」と鶏の鳴き声の真似をしたところ、若者の正体は八郎太郎だったからたまらない。彼は大暴風雨を起こし、怒って姥を潟向かいの芦崎まで蹴飛ばしてしまった。このことから、天瀬川と芦崎では鶏を忌み嫌い、長者を夫権現として祀るようになった。『八郎潟由来物語』でも『夫権現』の物語が語られている。
菅江真澄は三倉鼻を何度も訪れている。真澄は夫殿の洞窟で雨乞いの儀式が行われていたことを記録しており、さらに「鶏が泣けば犠牲にするのを止めて虚しく帰って再度行うのが習わしである」と書いている。また、菅江真澄は夫殿の洞窟と姥御前神社のアシナヅチ・テナヅチとの神話との関連性を指摘している。真澄はまた、夫殿の洞窟に鬢水という泉があることを記している。高谷重夫も、三倉鼻には鬢水（びんすい）入れという井戸の近くに龍神祠があって、天瀬川の人たちが11月20日を龍神の日と呼んで祭りをしてることを記録している。
人見蕉雨の『黒甜瑣語』 （寛政10年、1798年）では、「湖水の火」と題し天王村の農民から聞いた話として次のような話が記録されている。今から30年ばかり前に八郎潟で初夜（午後8時～10時）が過ぎるころに、寒火が一つ燃えだしそれが湖上に浮き、しだいに増えて湖上一面にゆれて流れることがあった。その火がどこから出るのかと思えば、西岸の辺りに穴があってそこから火が出ている。筑紫の不知火の類だろうか。暁まで燃えていたが、次第に消えていきその後はどうということはない。その穴は今に残っていて温泉の口になっており、湧き出す湯に触った魚はただれ死んだり、奇形になって網にかかるものもたびたびあるという。

## 地蔵森の石地蔵

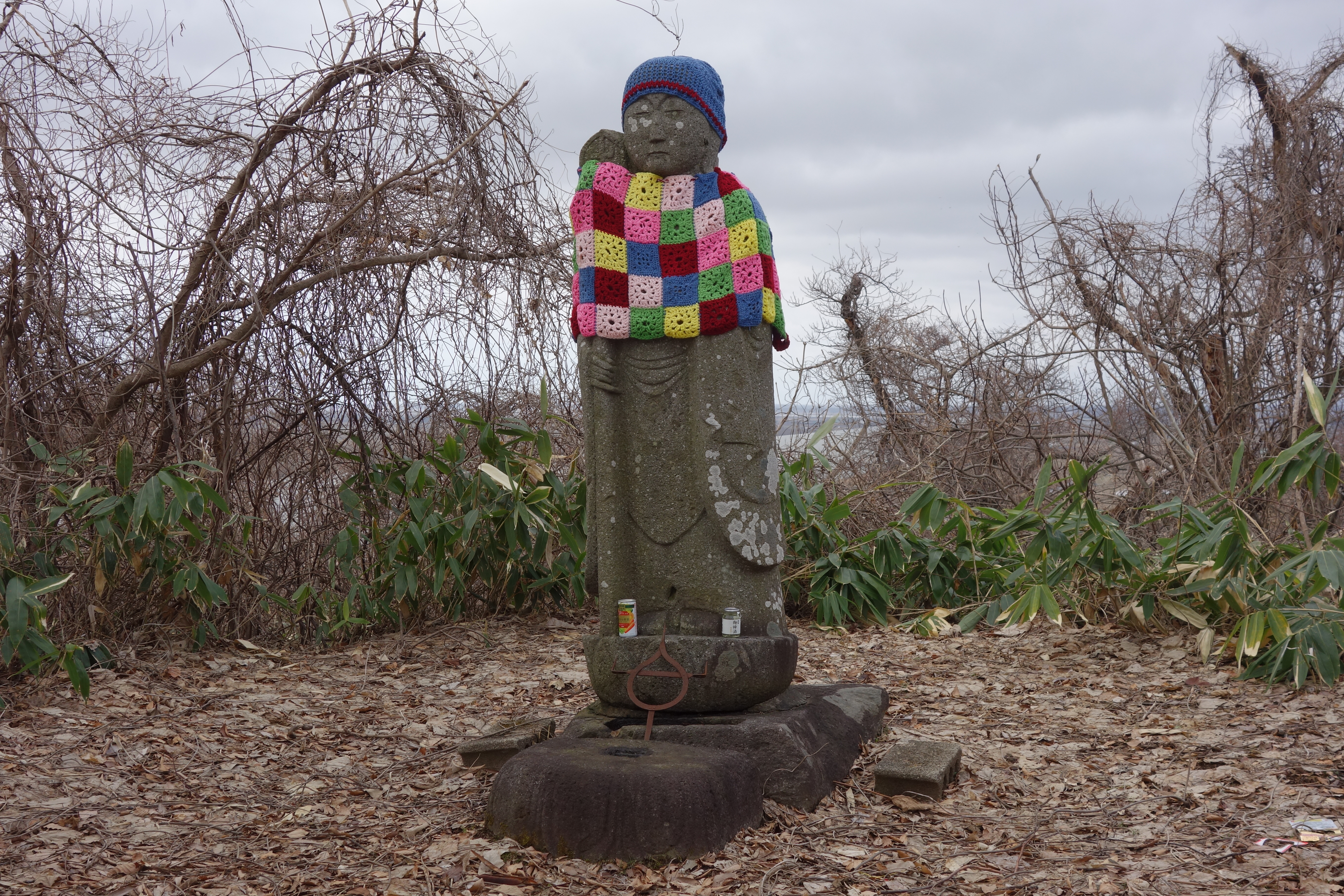
地蔵森の山頂にある石地蔵

この石地蔵は、天瀬川の肝煎の喜右衛門が、1759年（宝暦9年）正月に漁師が難破をしたり、春先に湖の氷が破れて水中に落ち凍え死ぬ者が多かったので亡霊が沖合に火玉になって現れた、これをなぐさめさらに陸路を旅する人の難儀を救うために、建てたものであった。彼は石地蔵のたけは台座から一丈で、八郎潟からはもちろん道路からも見えるように天瀬川に向けて北面させて建てた。開眼の日は天瀬川や真坂はじめ近郷の老若男女が山上に集まって壮大な儀式を催した。ところが翌日、天瀬川の人が行ってみると北面させたはずの石地蔵が南面している。不思議なことがあるものだと総出で北面させた。しかし、次の日よく見るとまたもや石地蔵は南面している。いくら繰り返してもやはりだめであった。皆は「地蔵様が南に向きたいのだろう」と考え南面させておくことになった。そして「霊力がある地蔵様だ」となぞにしていた。この場所は、天瀬川と真坂の間で何度も境界争いがあった場所だった。真坂の人たちは天瀬川の人たちに石地蔵を建てられ悔しがったが、供養のために建てるとされるとあえて反対もできない。今度また境界争いになれば自分たちが不利になると思って南に向きを変えたものであった。毎年、6月24日は地蔵様のお祭りと言って、天瀬川や真坂などの人たちが地蔵様に集まって供養をした後、食事をして酒を飲んだ。

## 平安中期の北の国境
平安中期の歌人であり学者である源順が承久年間（931年-938年）に編纂した『和名類聚抄』という辞書がある。この辞書は、当時のあらゆる事や物の名前と読み、意味がおさめられていて、見方によっては百科事典とも言える。この本には10世紀半ばの国名・郡名・郷名の全てがおさめられていて、出羽の国の最も北が率浦郷（ひきうらごう）であった。率浦は「率土の果て」という意味で、ここが律令国家の北の果てであった。五城目町の森山、高岳山、三倉鼻が国の境で、これより北には国・郡・郷は無かった。この地より先は蝦夷と呼ばれた人たちの土地となっていた。三倉鼻の南にある集落、夜叉袋の北端には蝦夷湊という地名がある。その昔、この地に馬場目川が流れていたと言われている。